# Liste der Kulturdenkmäler in Plaidt
In der Liste der Kulturdenkmäler in Plaidt sind alle Kulturdenkmäler der rheinland-pfälzischen Ortsgemeinde Plaidt aufgeführt. Grundlage ist die Denkmalliste des Landes Rheinland-Pfalz (Stand: 27. Oktober 2023).

## Einzeldenkmäler
| Bezeichnung                            | Lage                                         | Baujahr                     | Beschreibung | Bild                                    |
| -------------------------------------- | -------------------------------------------- | --------------------------- | --- | --------------------------------------- |
| Wegekreuz                              | Alter Kirchplatz, bei Nr. 3 Lage             | 1650                        | Wegekreuz, bezeichnet 1650 | weitere Bilder Fotos hochladen          |
| Kapelle                                | An der Pfaut Lage                            | 19. Jahrhundert             | Kapelle, wohl aus dem 19. Jahrhundert | weitere Bilder Fotos hochladen          |
| Hofanlage                              | Brückenstraße 5a Lage                        | um 1900/10                  | Quereinhaus, neubarocker Giebel, um 1900/10 | BW                                      |
| Kreuze                                 | Fraukircher Straße, Ecke Wankelburgsweg Lage | 17. bis 19. Jahrhundert     | Wegekreuzfragment, Nischentyp, bezeichnet 1649 (?); Grabkreuz, bezeichnet 1822; Bildstock mit Nische; Rest eines Kreuzwegs, Bildstock mit Dornenkrönungsszene, wohl aus dem 19. Jahrhundert | BW                                      |
| Friedhofskreuz und Grabmal             | Friedhofstraße, auf dem Friedhof Lage        |                             | Friedhofskreuz; Grabmal Herfeld, Säulenädikula, Skulptur, 1890er Jahre | BW                                      |
| Wohnhaus                               | Mayener Straße 2                             | um 1900                     | späthistoristischer Putzbau, Fachwerkgiebel, um 1900 | Direkt Bild zu diesem Denkmal hochladen |
| Postamt                                | Miesenheimer Straße 12a Lage                 | 1890                        | Neurenaissancebau, 1740 begonnen (?), 1890 überformt | Fotos hochladen                         |
| Katholische Pfarrkirche St. Willibrord | Mühlenstraße Lage                            | 1859/60                     | dreischiffige neugotische Basilika, Basaltquader, 1859/60, Architekt Vincenz Statz, Köln; Gesamtanlage mit Pfarrhaus                                                                        | Fotos hochladen                         |
| Kapelle                                | Mühlenstraße, neben der Kirche Lage          | 19. Jahrhundert             | Kapelle, 19. Jahrhundert, Kreuzigungsgruppe, barockes Relief, Wappen, bezeichnet 168[x] | Fotos hochladen                         |
| Kriegerdenkmal                         | Mühlenstraße, neben der Kirche Lage          | um 1920                     | Kriegerdenkmal, Portikus auf Säulen, Engel, Soldaten | Fotos hochladen                         |
| Pfarrhaus                              | Mühlenstraße 12 Lage                         | 1920er Jahre                | Pfarrhaus; Säulenportikus, 1920er Jahre; Gesamtanlage mit Kirche | BW                                      |
| Altar                                  | Niederstraße, an Nr. 29 Lage                 | 1833                        | Altar mit Nische, bezeichnet 1833 | BW                                      |
| Kapelle                                | am Ortsrand                                  | 19. Jahrhundert             | Kapelle, 19. Jahrhundert; Wegekreuz, bezeichnet 1666 | Direkt Bild zu diesem Denkmal hochladen |
| Wasserbehälter                         | nördlich des Ortes Lage                      | Anfang des 20. Jahrhunderts | Wasserbehälter; Zinnenkranz, Anfang des 20. Jahrhunderts | weitere Bilder Fotos hochladen          |
| Kapelle                                | südwestlich des Ortes                        | 19. Jahrhundert             | Kapelle, Putzbau, 19. Jahrhundert; Kreuzwegstationsrelief, 19. Jahrhundert | Direkt Bild zu diesem Denkmal hochladen |
| Wegekreuz                              | südwestlich des Ortes                        | 1894                        | Wegekreuz, bezeichnet 1894 | Direkt Bild zu diesem Denkmal hochladen |
| Wegekreuz                              | südwestlich des Ortes                        | 17. Jahrhundert             | Wegekreuz, Nischentyp, 17. Jahrhundert | Direkt Bild zu diesem Denkmal hochladen |
| Pommerhof                              | westlich des Ortes Lage                      | 19. Jahrhundert             | Hofreite; Krüppelwalmdachbau, Fachwerkanbau, 19. Jahrhundert; Wegekreuz, bezeichnet 1659 | BW                                      |